# Исмаилова, Инохон
Инохон Исмаилова (узб. Инохон Исмоилова; 1921 год — 1985 год, село Дехкан-кишлак, Кара-Суйский район, Ошская область, Киргизская ССР) — хлопковод, звеньевая хлопководческой бригады колхоза «Кызыл-Шарк» Кара-Суйского района Ошской области, Киргизская ССР. Герой Социалистического Труда (1948)

## Биография
Родилась в 1921 году в селе Дехкан-кишлак Ошского района (ныне — Карасуйского района) Ошской области в семье крестьянина-бедняка, по национальности узбечка.
Свою трудовую деятельность начала рядовой колхозницей колхоза «Кызыл-Шарк». С 1943 года работает звеньевой хлопководческой бригады. Молодая, энергичная и инициативная работница с первых дней работы проявила хорошие знания агротехники возделывания хлопчатника. В 1945 году из прикреплённого к своему звену 5 гектаров земли вырастила по 58 центнеров хлопка-сырца с каждого гектара, в 1946 году получила по 68,4 центнеров с каждого гектара, а в 1947 году на 4 гектарах земли довела урожай до рекордных 91,3 центнеров с каждого гектара.
За выдающиеся успехи, достигнутые в деле увеличения производства хлопка, широкое применение достижений и передового опыта в возделывании хлопчатника Указом Президиума Верховного Совета СССР от 26 марта 1948 года ей было присвоено высокое звание Героя Социалистического Труда с вручением ордена Ленина и Золотой Звезды «Серп и Молот».
Умерла в 1985 году в родном селе.

## Награды
- Орден Ленина
- орден Трудового Красного Знамени

## Память
В Кара-Суйском районе в её честь названа улица.